# Romboedarski kristalni sustav
U kristalografiji romboedarski kristalni sustav predstavlja jedan od 7 načina kristalizacije u prirodi. Romboedarski sustav je definiran s tri po duljini međusobno jednaka elementarna vektora translacije (a = b = c) koji nisu međusobno okomiti, tj. ni jedna od triju osi nije okomita na bilo koju drugu os (α ≠ β ≠ γ ≠ 90°).
Postoji samo je vrsta romboedarske Bravaisove rešetke: romboedar.
|           |
| Romboedar |

## Romboedarska holoedrija
Jednostavni oblici kristala u romboedarskoj holoedriji su:
- Baza
- Primitivni romboedar ili romboedar
  - pozitivni
  - negativni
- Skalenoedar
  - pozitivni
  - negativni

## Plagiedrijska hemiedrija romboedarske sisteme
Jednostavni oblici jesu:
- Trigonalni trapezoedar
  - lijevi
  - desni
- Trigonalna bipiramida
  - lijeva
  - desna